# 九帶犰狳
九帶犰狳（學名：Dasypus novemcinctus）是一種生活在北美洲、中美洲及南美洲的犰狳。牠們是最為廣泛分佈的一種。牠的祖先在南美洲演化，並在300萬年前的南北美洲生物大遷徙進入北美洲。
九帶犰狳是獨行及主要夜間活動的動物，在很多地方都可以見到牠們，如雨林及草原。牠們是吃昆蟲的，主要吃蟻、白蟻及其他細小的無脊椎動物。
九帶犰狳可以令其腸臟膨漲，方便渡河。牠們亦可以閉氣達6分鐘，經底部穿過河流。每胎生產四隻幼犰狳。九帶犰狳若被驚嚇，可以跳起達90-120厘米。

## 在美國內的分佈
九帶犰狳廣泛分佈在美國的東部及北部。牠們於20世紀從墨西哥經過格蘭德河，直至1995年在德克薩斯州、奧克拉荷馬州、路易斯安那州、阿肯色州、密西西比州、阿拉巴馬州及科羅拉多州都很普遍，而在堪薩斯州、密蘇里州、田納西州、喬治亞州及南卡羅萊納州亦曾見其蹤跡。十年後，九帶犰狳繼續牠們的遷徙，遠至內布拉斯加州南部、伊利諾伊州南部及肯塔基州西部都有其蹤影。
九帶犰狳的擴展主要是因沒有或很少有天然的掠食者，並仰賴於自身的高繁殖率。有指牠們會繼續向北擴展，直至抵達俄亥俄州、賓夕法尼亞州及新澤西州，並沿美國東岸南下。向更北及西部的地區擴展則會因九帶犰狳不能抵禦寒冷天氣而受到限制。

## 外部連結
- Louise H. Emmons and Francois Feer, 1997 - Neotropical Rainforest Mammals, A Field Guide.
- Gardner, Alfred. Wilson, D. E., and Reeder, D. M. (eds) , 编.  3rd edition. Johns Hopkins University Press. November 16, 2005: 94–95. ISBN 0-801-88221-4.